# Prießnitztalviadukt
Das Prießnitztalviadukt ist eine Bogenbrücke in Dresden, die bei ihrer Fertigstellung 1875 den Namen Carolabrücke (bzw. mit Bindestrich: Carola-Brücke) erhielt. Das als technisches Denkmal und somit Kulturdenkmal geschützte Brückenbauwerk überspannt 200 m östlich der Garnisonkirche St. Martin im Stadtteil Albertstadt mit einem Höhenunterschied von 23 Metern das Tal der Prießnitz und dient der Verkehrsführung im Zuge der Stauffenbergallee. Mit dieser ist es Teil des nördlichen Zubringers der Waldschlößchenbrücke über die Elbe.

## Technische Daten

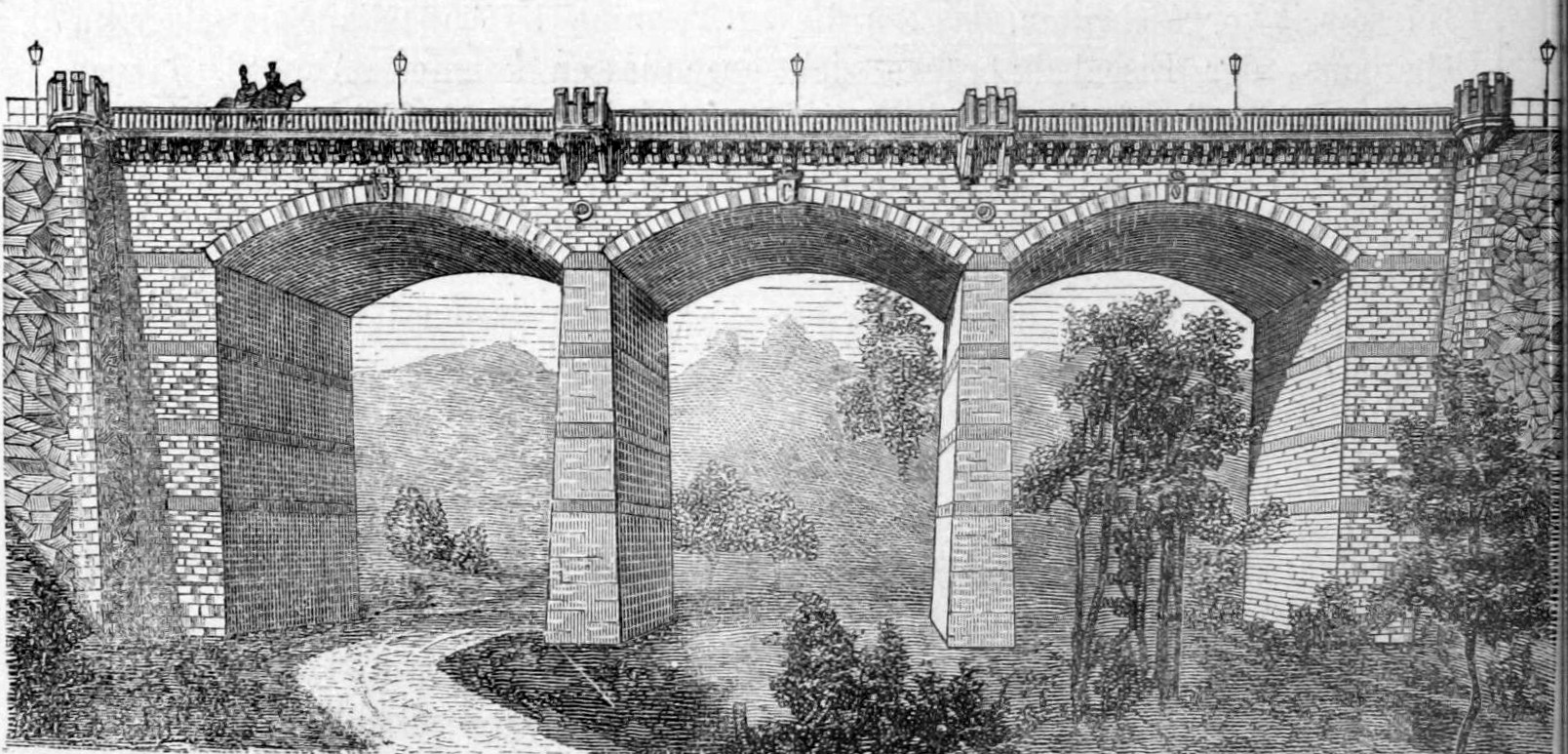
Das Prießnitztalviadukt, 1878

Die durchgängig aus Sandstein hergestellte Brücke hat drei Bögen von 14,5 m Weite mit Stichverhältnis 1:6. Der mittlere Bogen überspannt dabei die Prießnitz und der westliche den Prießnitzgrundweg, der südlich der Brücke in die Straße An der Prießnitz übergeht. Nördlich des östlichen Bogens befindet sich am Eingang zum Prießnitzgrund seit 1999 ein Skulpturengarten.
In ihrer ursprünglichen Form verjüngte sich die Straßenbreite an den Parallel-Flügelmauern auf 23 m und entlang der Brücke auf 20 m. Seitlich begrenzt wurde die Brücke durch eine Brüstung, die an den Mittel- und Widerlagerpfeilern als armierte Zinnen ausgeführt wurde. Im Zuge des Ausbaus für die Waldschlößchenbrücke und der Verbreiterung der Stauffenbergallee ist das Prießnitztalviadukt in seiner Form erhalten, jedoch im Oberbau verbreitert worden. Die steinerne Brüstung ist 1973 einem Metallgeländer gewichen, als die Brücke eine Stahlbetonplatte über der ursprünglichen Fahrbahnplatte erhielt.
Um die Lasten aufnehmen zu können, sind die Pfeiler durchschnittlich 4 m tief unter der Talsohle auf grobem Kies und auf Beton mit hydraulischem Kalk gegründet. Die Grundmauern bestehen aus sechs bis acht Quadervollschichten mit Richtungswechsel. Die Mittelpfeiler, am Kämpfer 2,1 m stark, sind von 0,42 starken Quadern aufgeführt. Die Widerlager sind am Kämpfer 6 m stark ausgeführt worden. In allen Pfeilern liegt auf je 4 m Höhe eine 0,56 m starke Bindeschicht. Das Gewölbe wurde mit Zementbeton abgedeckt.
Mittels eines axialen Kanals über dem Gewölbe können Medien wie Gas- und Wasserleitungen ebenfalls das Prießnitztal queren.

## Geschichte

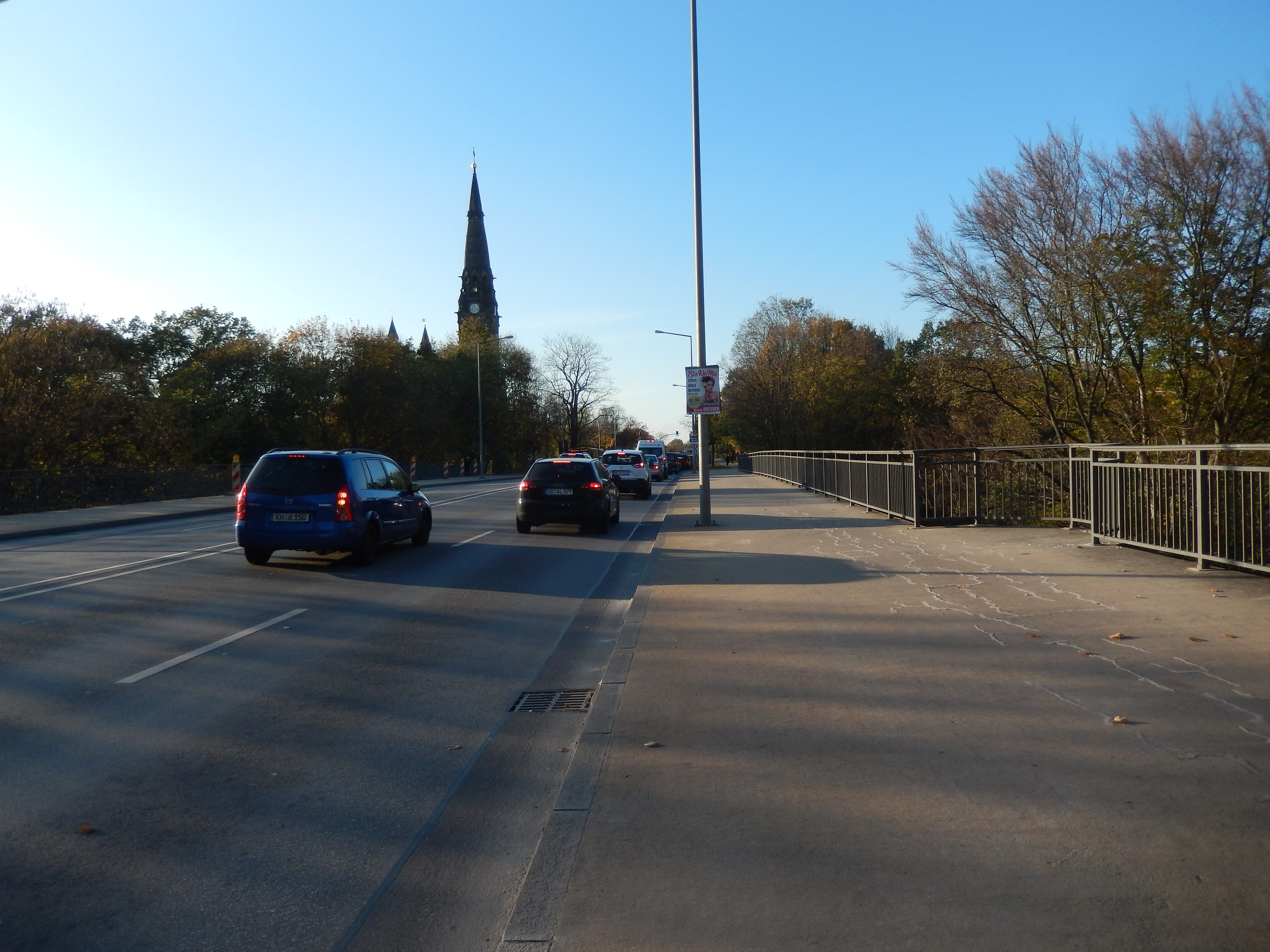
Blick in westlicher (stadtauswärtiger) Richtung auf den Turm der Garnisonkirche

Die Vergrößerung des sächsischen Militärs nach dem Deutsch-Französischen Krieg (1870/71) machte den Neubau von Kasernen notwendig, während gleichzeitig die bisherigen Garnisonsstandorte in Dresden aufgrund des gestiegenen Bedarfs ziviler Wohnbebauung in Folge des allgemeinen Bevölkerungswachstums räumlich nicht mehr erweitert werden konnten. Einen Ausweg bot die Verlagerung des Militärs auf freie Flächen in den Norden der Stadt. Die 1873 vorgelegten Pläne zur Errichtung der militärischen Albertstadt sahen als Grundlinie die Errichtung einer 30 m breiten Heerstraße vor. Zur Überbrückung der Prießnitz, deren Tal sich bis zu 23 Meter in das Gelände eingeschnitten hatte, begann im zeitigen Frühjahr 1874 der Bau eines Viadukts. Nach dem Bogenschluss Mitte September des gleichen Jahres erfolgte im Frühjahr 1875 die Eröffnung des Verkehrs und die Benennung als „Carolabrücke“, nach der sächsischen Königin Carola. Die innerstädtische „Königin Carola-Brücke“ über die Elbe ist erst zwei Jahrzehnte später errichtet worden, von 1892 bis 1895.

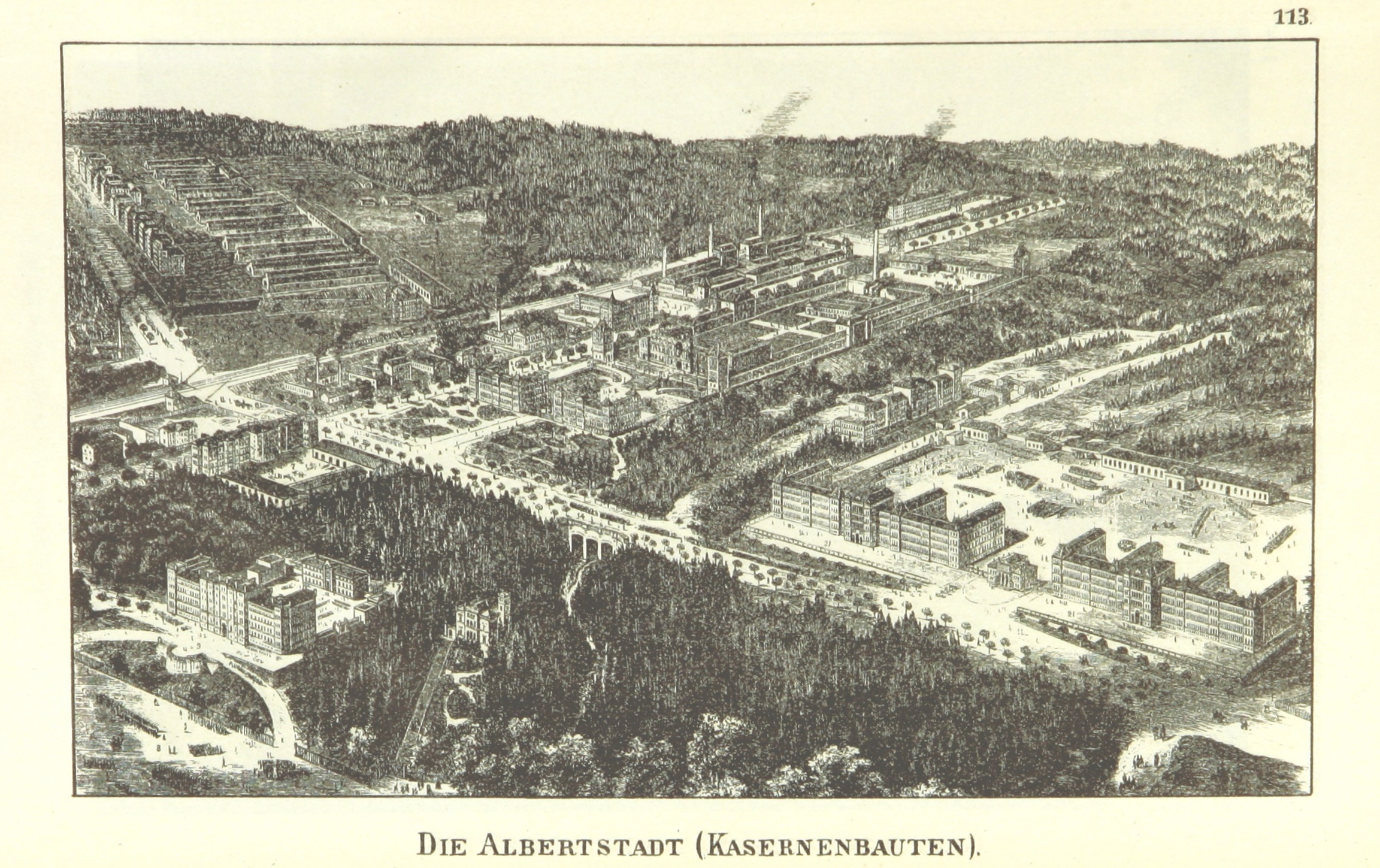
Kasernenbauten in der Albertstadt, in der Bildmitte das Prießnitztalviadukt; Zeichnung von Bruno Krause, um 1890

Aufgrund hoher Baupreise betrugen die Gesamtkosten des Viadukts 360.000 Mark.
Obgleich im Zweiten Weltkrieg unzerstört geblieben, hatte die Brücke durch die militärische Nutzung auch in den folgenden Jahrzehnten gelitten. Eine Sanierung ist erst 2001 bis 2003 im Zuge des Ausbaus für die Waldschlößchenbrücke erfolgt.
Der Name „Carolabrücke“ findet sich noch auf einem Stadtplan aus dem Jahr 1947, als die zerstörte innerstädtische Elbbrücke bereits den Namen „Dr.-Rudolf-Friedrichs-Brücke“ trug. In der Zeit direkt nach dem Krieg sind Benennungen nach Mitgliedern der Monarchie getilgt worden. Das Prießnitztalviadukt hatte dadurch keinen offiziellen Namen mehr. Nachdem die innerstädtische Brücke 1991 in „Carolabrücke“ umbenannt wurde, gab es keine Rückbenennung des Prießnitztalviadukts, um eine Namensdopplung zu vermeiden. Gelegentlich findet sich nach dem Zweiten Weltkrieg bis in die Gegenwart die Bezeichnung Prießnitzbrücke. 